# Parlementaire onschendbaarheid
Parlementaire onschendbaarheid of parlementaire immuniteit houdt in dat een lid van het parlement niet strafrechtelijk voor al zijn of haar daden kan worden vervolgd of niet vervolgd kan worden zonder dat specifieke procedures worden gevolgd.

## België
De parlementaire onschendbaarheid slaat in België op de beperkingen in de mogelijke vervolging van parlementsleden: alleen ambtenaren van het openbaar ministerie kunnen vervolgingen tegen parlementsleden instellen. Enkel gerechtelijk vooronderzoek zoals verhoren, confrontaties met getuigen, telefoontap, huiszoekingen en inbeslagnemingen kan uitgevoerd worden zonder voorafgaande toelating van de vergadering. Maar ook bij deze onderzoeksmaatregelen zijn een aantal bijzondere waarborgen. Dwangmaatregelen waarvoor een rechter vereist is, vergen een bevel van de eerste voorzitter van het hof van beroep. De voorzitter van naargelang lidmaatschap van het betrokken parlementslid kamer of senaat dient aanwezig te zijn bij huiszoeking of inbeslagname. Elk parlementslid kan op elk moment aan zijn kamer vragen de vervolging te schorsen als een mogelijk verweer tegen kwaadwillige of politiek gestuurde vervolgingen.
Maar vooral vereisen de verwijzing naar of de rechtstreekse dagvaarding voor een hof of rechtbank, en een aanhouding de voorafgaande toelating van de betrokken kamer. Het betreft dan een opheffing van de parlementaire onschendbaarheid. Het verzoek tot opheffing van de parlementaire onschendbaarheid wordt gesteld door de procureur-generaal bij het hof van beroep van het betrokken rechtsgebied. De commissie Justitie in de Senaat of de bijzondere commissie Vervolging in de Kamer van volksvertegenwoordigers, onderzoekt of het verzoek niet moet worden geweigerd omdat de feiten onbetekenend zijn of een louter politiek karakter vertonen. De commissie maakt dan een verslag over aan de plenaire vergadering, die de definitieve beslissing neemt.
De parlementaire onschendbaarheid kan echter niet worden ingeroepen bij ontdekking op heterdaad.
De hechtenis van een parlementslid of zijn vervolging voor een hof of een rechtbank kan tijdens de zittingsperiode geschorst worden indien de kamer waartoe betrokkene behoort dit beslist.
De garantie is beperkt tot de zittingsperiode waarbinnen het parlementslid actief is na zijn of haar laatste verkiezing. De parlementaire onschendbaarheid wordt geregeld door artikel 59 van de Grondwet.
De bescherming waardoor een lid van het parlement niet strafrechtelijk of burgerrechtelijk kan worden vervolgd voor hetgeen in de vergadering van het parlement wordt gezegd, wordt in België aangeduid met parlementaire onverantwoordelijkheid en wordt geregeld door artikel 58 van de Grondwet. (Artikel 120 van de Grondwet bepaalt de onschendbaarheid van een lid van een Gemeenschaps- of Gewestparlement.)
De parlementaire onverantwoordelijkheid en parlementaire onschendbaarheid horen beiden tot de Belgische parlementaire immuniteit. Beide waarborgen dienen het parlementslid toe te laten een vrije en onbelemmerde uitoefening van het mandaat mogelijk te maken.
Er is twijfel of parlementsleden op de tweede dinsdag van oktober niet onschendbaar zijn, tussen de sluitingszitting van het vorige jaar en de openingszitting van het volgende. In een rechtszaak tegen Egbert Lachaert werd de dagvaarding op die dag betekend om hiervan gebruik te maken. De rechtbank echter verklaarde dat parlementsleden wel degelijk onschendbaar zijn op die dag.

## Nederland
Parlementaire onschendbaarheid houdt in Nederland in dat een lid van het parlement niet strafrechtelijk kan worden vervolgd voor hetgeen in de vergadering van het parlement wordt gezegd. In Nederland geldt deze onschendbaarheid ook voor ministers, staatssecretarissen en andere personen die deelnemen aan de beraadslaging. Dit is geregeld in artikel 71 van de Grondwet.
Bij haar afscheid van de Tweede Kamer in 2011 heeft Femke Halsema gepleit voor uitbreiding van de parlementaire onschendbaarheid, ook buiten de Tweede Kamer en Eerste Kamer, overal waar een Kamerlid uit hoofde van zijn functie het woord voert.

## Brazilië
De grondwet van Brazilië uit 1988 waarborgt de leden van zowel de kamer van volksvertegenwoordigers als de senaat zowel vrijheid van spreken als immuniteit voor misdaden buiten de parlementaire taken begaan tijdens het mandaat. Enkel misdaden waarbij het parlementslid op heterdaad betrapt is op een misdaad waarvoor geen borgsom kan betaald worden, laten arrestatie van het betrokken parlementslid toe. Maar ook dan kan de vergadering van de kamer waartoe het lid behoort de beslissing tot arrestatie ongedaan maken.

## Frankrijk
In Frankrijk geniet het parlementslid zowel van onverantwoordelijkheid over zijn uitspraken als van gedeeltelijke onschendbaarheid die politie en gerecht ernstige beperkingen oplegt in onderzoeksdaden en vervolging. Beide beperkingen worden geregeld door artikel 26 van de Franse grondwet.

## Verenigde Staten
Het parlementslid heeft vrijheid van spreken. Een parlementslid kan vervolgd worden en in hechtenis genomen worden, maar dient elke zitting, stemming en vergadering van de sessie van het Congres te kunnen bijwonen.

## Verenigd Koninkrijk
In het Verenigd Koninkrijk en andere landen van het Commonwealth waar het Westminster system wordt gevolgd geniet het parlementslid geen onschendbaarheid tegen vervolging gegeven het basisrecht dat iedereen gelijk is voor de wet. Zij kunnen alleen niet vervolgd worden voor hun uitspraken in de vergadering.

## Turkije
In Turkije stemde het parlement in mei 2016 in met het afschaffen van de tot dan wettelijk geregelde parlementaire onschendbaarheid.